# Andrei Keranov
Andrei Keranov (Bulgaria, 20 de septiembre de 1955) es un gimnasta artístico búlgaro, especialista en el ejercicio de suelo, con el que consiguió ser medallista de bronce mundial en 1974.

## 1974
En el Mundial celebrado en Varna (Bulgaria) gana el bronce en la prueba de suelo, quedando situado en el podio tras el japonés Shigeru Kasamatsu (oro) y el soviético Nicolai Andrianov (plata).